# Мамут
Ма́мут або ма́монт (лат. Mammuthus) — рід вимерлих тварин з родини слонових, які мешкали на теренах України та інших країн і континентів.
Вони жили з епохи пізнього міоцену (приблизно 6,2 млн років тому) до голоцену приблизно 4000 років тому, і різні види існували в Африці, Європі, Азії та Північній Америці. Мамонти відрізняються від нинішніх слонів своїми (зазвичай великими) спірально закрученими бивнями і, принаймні, у деяких пізніших видів, розвитком численних пристосувань до життя в холодному середовищі, включаючи товстий шар хутра.
Мамонти тісніше пов'язані з азійськими слонами, ніж з африканськими. Найдавніший представник мамонтів, Mammuthus subplanifrons, з'явився приблизно 6 млн років тому в пізньому міоцені на території сучасної Південної та Східної Африки. Пізніше в пліоцені, приблизно три мільйони років тому, мамонти розповсюдилися в Євразії, зрештою заселивши більшу частину Євразії, перш ніж мігрувати в Північну Америку приблизно 1,5–1,3 млн років тому, ставши предками M. columbi.
M. primigenius виник приблизно 700 000—400 000 років тому в Сибіру, деякі з них збереглися на російському острові Врангеля в Північному Льодовитому океані аж до 4000 років тому, за часів існування найдавніших цивілізацій у Стародавньому Єгипті та Месопотамії.

## Еволюція
Найдавніші з відомих хоботних, клада, що містить Proboscidea, що жили приблизно 55 млн років тому на берегах океану Тетіс. Найближчими родичами хоботних є сирени та дамани. Відомо, що родина Elephantidae існувала шість мільйонів років тому в Африці й містить нинішніх слонів і мамонтів. Серед багатьох нині вимерлих клад мастодонт є лише віддаленим родичем мамонтів і частиною окремої родини Mammutidae, яка розділилася за 25 мільйонів років до появи мамонтів.
Наступна кладограма показує розташування роду Mammuthus серед інших хоботних на основі характеристик під'язикової кістки і генетики:
|  | Loxodonta      |
|  |                |
|  | †Palaeoloxodon |
|  |                |

|  | Elephas    |
|  |            |
|  | †Mammuthus |
|  |            |

|  | Loxodonta      |
|  |                |
|  | †Palaeoloxodon |
|  |                |

|  | Elephas    |
|  |            |
|  | †Mammuthus |
|  |            |

|  | Loxodonta      |
|  |                |
|  | †Palaeoloxodon |
|  |                |

|  | Elephas    |
|  |            |
|  | †Mammuthus |
|  |            |

|  | Loxodonta      |
|  |                |
|  | †Palaeoloxodon |
|  |                |

|  | Elephas    |
|  |            |
|  | †Mammuthus |
|  |            |

|  | Loxodonta      |
|  |                |
|  | †Palaeoloxodon |
|  |                |

|  | Elephas    |
|  |            |
|  | †Mammuthus |
|  |            |

|  | Loxodonta      |
|  |                |
|  | †Palaeoloxodon |
|  |                |

|  | Elephas    |
|  |            |
|  | †Mammuthus |
|  |            |

|  | Loxodonta      |
|  |                |
|  | †Palaeoloxodon |
|  |                |

|  | Elephas    |
|  |            |
|  | †Mammuthus |
|  |            |

|  | Loxodonta      |
|  |                |
|  | †Palaeoloxodon |
|  |                |

|  | Elephas    |
|  |            |
|  | †Mammuthus |
|  |            |

|  | Loxodonta      |
|  |                |
|  | †Palaeoloxodon |
|  |                |

|  | Elephas    |
|  |            |
|  | †Mammuthus |
|  |            |

|  | Loxodonta      |
|  |                |
|  | †Palaeoloxodon |
|  |                |

|  | Elephas    |
|  |            |
|  | †Mammuthus |
|  |            |

|  | Loxodonta      |
|  |                |
|  | †Palaeoloxodon |
|  |                |

|  | Elephas    |
|  |            |
|  | †Mammuthus |
|  |            |

|  | Loxodonta      |
|  |                |
|  | †Palaeoloxodon |
|  |                |

|  | Elephas    |
|  |            |
|  | †Mammuthus |
|  |            |

|  | Loxodonta      |
|  |                |
|  | †Palaeoloxodon |
|  |                |

|  | Elephas    |
|  |            |
|  | †Mammuthus |
|  |            |

|  | Loxodonta      |
|  |                |
|  | †Palaeoloxodon |
|  |                |

|  | Elephas    |
|  |            |
|  | †Mammuthus |
|  |            |

|  | Loxodonta      |
|  |                |
|  | †Palaeoloxodon |
|  |                |

|  | Elephas    |
|  |            |
|  | †Mammuthus |
|  |            |

|  | Loxodonta      |
|  |                |
|  | †Palaeoloxodon |
|  |                |

|  | Elephas    |
|  |            |
|  | †Mammuthus |
|  |            |

|  | Loxodonta      |
|  |                |
|  | †Palaeoloxodon |
|  |                |

|  | Elephas    |
|  |            |
|  | †Mammuthus |
|  |            |

|  | Loxodonta      |
|  |                |
|  | †Palaeoloxodon |
|  |                |

|  | Elephas    |
|  |            |
|  | †Mammuthus |
|  |            |

|  | Loxodonta      |
|  |                |
|  | †Palaeoloxodon |
|  |                |

|  | Elephas    |
|  |            |
|  | †Mammuthus |
|  |            |

|  | Loxodonta      |
|  |                |
|  | †Palaeoloxodon |
|  |                |

|  | Elephas    |
|  |            |
|  | †Mammuthus |
|  |            |

|  | Loxodonta      |
|  |                |
|  | †Palaeoloxodon |
|  |                |

|  | Elephas    |
|  |            |
|  | †Mammuthus |
|  |            |

|  | Loxodonta      |
|  |                |
|  | †Palaeoloxodon |
|  |                |

|  | Elephas    |
|  |            |
|  | †Mammuthus |
|  |            |

|  | Loxodonta      |
|  |                |
|  | †Palaeoloxodon |
|  |                |

|  | Elephas    |
|  |            |
|  | †Mammuthus |
|  |            |

|  | Loxodonta      |
|  |                |
|  | †Palaeoloxodon |
|  |                |

|  | Elephas    |
|  |            |
|  | †Mammuthus |
|  |            |

|  | Loxodonta      |
|  |                |
|  | †Palaeoloxodon |
|  |                |

|  | Elephas    |
|  |            |
|  | †Mammuthus |
|  |            |

|  | Loxodonta      |
|  |                |
|  | †Palaeoloxodon |
|  |                |

|  | Elephas    |
|  |            |
|  | †Mammuthus |
|  |            |

|  | Loxodonta      |
|  |                |
|  | †Palaeoloxodon |
|  |                |

|  | Elephas    |
|  |            |
|  | †Mammuthus |
|  |            |

|  | Loxodonta      |
|  |                |
|  | †Palaeoloxodon |
|  |                |

|  | Elephas    |
|  |            |
|  | †Mammuthus |
|  |            |

|  | Loxodonta      |
|  |                |
|  | †Palaeoloxodon |
|  |                |

|  | Elephas    |
|  |            |
|  | †Mammuthus |
|  |            |

|  | Loxodonta      |
|  |                |
|  | †Palaeoloxodon |
|  |                |

|  | Elephas    |
|  |            |
|  | †Mammuthus |
|  |            |

|  | Loxodonta      |
|  |                |
|  | †Palaeoloxodon |
|  |                |

|  | Elephas    |
|  |            |
|  | †Mammuthus |
|  |            |

|  | Loxodonta      |
|  |                |
|  | †Palaeoloxodon |
|  |                |

|  | Elephas    |
|  |            |
|  | †Mammuthus |
|  |            |

Оскільки багато останків кожного виду мамонтів відомі з кількох місцевостей, еволюційну історію роду можна реконструювати за допомогою морфологічних досліджень. Види мамонтів можна ідентифікувати за кількістю емалевих виступів/ламелей на корінних зубах; у примітивних видів було небагато ламелей, і кількість поступово збільшувалася в міру еволюції нових видів і заміни попередніх. У той же час коронки зубів стали довшими, а черепи з часом стали вищими і коротшими.
Найдавніші мамонти, віднесені до виду M. subplanifrons, відомі з південної та східної Африки, причому найдавніші записи датуються пізнім міоценом, приблизно 6,2—5,3 мільйона років тому. До пізнього пліоцену мамонти обмежилися північними частинами африканського континенту, а рештки того часу відносять до M. africanavus. У пізньому пліоцені, 3,2 мільйона років тому, мамонти розселилися в Євразію через Синайський півострів. Найдавніші мамонти в Євразії віднесені до виду M. rumanus. Наймолодші останки мамонтів в Африці походять з Айн-Бушеріта, Алжир, і датуються раннім плейстоценом, приблизно 2,3—2 млн років тому (та можливо з Аїн-Ханеча, Алжир, 1,95—1,78 млн років тому).
Ймовірно, що M. rumanus є предком M. meridionalis, який вперше з'явився на початку плейстоцену, приблизно 2,6 мільйона років тому. Від M. meridionalis походить M. trogontherii у Східній Азії приблизно 1,7 млн років тому. Приблизно 1,5—1,3 мільйона років тому M. trogontherii перетнув Берингійський сухопутний міст на шляху до Північної Америки, ставши предком M. columbi. Наприкінці раннього плейстоцену M. trogontherii мігрував до Європи, замінивши M. meridionalis приблизно 1—0,8 млн років тому. M. primigenius розвинувся з M. trogontherii в Сибіру приблизно 600 000—500 000 років тому, замінивши M. trogontherii в Європі приблизно 200 000 років тому, і мігрував до Північної Америки під час пізнього плейстоцену.
Декілька видів карликових мамонтів з невеликими розмірами тіла виникли на островах в результаті острівної карликовості. До них належать M. lamarmorai на Сардинії (пізній середній-пізній плейстоцен), M. exilis на Канальних островах Каліфорнії (пізній плейстоцен) і M. creticus на Криті (ранній плейстоцен).

## Назва
Докладніше: Синоніми у зоологічній систематиці в українській мові#Мамут та мамонт
Також про вживання в художній літературі: Мамут#Мамути в художній літературі
В Україні здавна існувала власна назва скам'янілостей цих тварин, — «мамут», як і в переважній більшості мов світу, окрім білоруської, азербайджанської, узбецької, казахської та декількох іще: саме її можна побачити як реєстрову назву в усіх українських перших словниках (наприклад: Дубровський, 1918; Шарлемань, 1928). Згодом, у часи зросійщення, цю назву почали замінювати на російський зразок. У 2020-і роки вживання давньої назви відновлюється (про інші схожі випадки та застосування загалом див. Синоніми у зоологічній систематиці в українській мові). Приклади джерел з ранішим та сучасним вживанням назви мамут — Караваєв, 1930; Жарський, 1938; Підоплічко, 1948; Шидловський, 2004; Сеґеда, 2008; Плачинда, 2008 Михайлов, 2009, Залізняк, 2016 та інші.
Слово мамонт ймовірно походить від манс. манг онт (прамансійської мови *mē̮ŋ-ońt) — «земляний ріг» (є й інші версії) і зближено з християнським ім'ям Мамант. Остаточно визначеної етимології немає. Пов'язується воно ще з якутським mamut — похідним від mamma — «земля», оскільки якути вважали, ніби мамонти живуть у землі. Існують також інші версії походження, зокрема від західно-тунгуського слова «ведмідь», є до того-ж думки про хантийське і ненецьке походження. З російської, можливо це слово (у зміненому вигляді) потрапило до англійської мови (у вигляді Mammoth |ˈmaməθ|).
ЕСУМ подає слово мамонт із молодшим синонімом мамут, зазначаючи, що назва мамонт запозичена з мов народів Півночі через посередництво російської мови, звукова форма мамут є повторним запозиченням через польську із західноєвропейських мов.

## Час існування і поширення
Мамути були розповсюджені на усіх материках, окрім Австралії та Антарктиди, у період з пізнього пліоцену до пізнього плейстоцену (4,8—0,01 млн років тому).
Для порівняння: близькі до мамутів (суміжна родина) мастодонти мешкали на Землі в період 33,9—0,011 млн років тому, тобто з олігоцену до кінця плейстоцену.
Науковці виявили й дослідили останки теляти мамута та визначили, що жир значною мірою вплинув на його фізичний стан та дозволив йому зберігати велику кількість поживних речовин, потрібних для виживання за дуже низьких температур до −50 °C. Жир також дозволив мамутам збільшити м'язову масу, дозволяючи тваринам боротися з ворогами та жити довше. Шерстисті мамути розвинули набір пристосувань для життя в Арктиці, зокрема такі морфологічні риси, як маленькі вуха та хвости для зменшення втрати тепла, товстий шар підшкірного жиру, довге густе хутро та численні сальні залози для заощадження тепла.

### Перекази
Згідно з Томасом Джефферсоном, індіанці називали мамута, останки якого нерідко знаходили і в Америці, «великий бізон». За переказами, які були у делаварів, стада цих тварин колись прийшли на Біг-Боун-Лікс і почали винищення всіх інших тварин, «створених для блага індіанців», поки нарешті «Велика Людина Нагорі», обурившись, не перебила блискавкою всіх «великих бізонів». Вцілів лише один бик, який, відбивши всі удари, хоч і був поранений у бік, «величезними стрибками перестрибнув через Огайо, Уобаш, Іллінойс і, нарешті, через Великі озера, в місця, де й мешкає донині», тобто пішов далеко на північ. Далі Джефферсон наводить розповідь якогось Стенлі, який у полоні в індіанців бачив цвинтар мамутів: «тубільці говорили йому, що тварина, чиїй породі належать ці кістки, все ще водиться в північних частинах їхніх земель. За описом він вирішив, що це був слон». Це ймовірно свідчить, що в індіанців зберігалася невиразна пам'ять про мамутів та їхній відступ на північ, яка йде ще з часів палеоліту.

#### Перекази про циклопа
Знахідки кісток та бивнів мамутів у середньовічній Європі, аж до XVIII століття приписували загиблим слонам з армій Александра Македонського, Ганнібала чи Пірра. Навіть виявлення бивнів мамута під Воронежем (на стоянці Костенки) за часів Івана Мазепи, намагалися тоді пояснити загиблими бойовими слонами Александра Македонського. Знахідки величезних черепів мамутів у Стародавній Греції з отвором посередині для хобота, могли стати приводом для сказань про вимерлих циклопів. На Близький Схід чутки про кістки та бивні мамутів потрапили із Сибіру та Китаю.
1254 року, цар Малої Вірменії Гайтон I здійснив подорож до Монголії до двору золотоординського хана Мунке. Розповідями, почутими там, після повернення до Вірменії, він поділився з істориком Кіракосом Ґандзакеці. Кіракос писав у власному літопису: «…Є острів піщаний, на якому росте, подібно до дерева, якась кістка дорогоцінна, котру називають риб'ячою; якщо її зрубати, на тому ж місці вона знову росте, подібно до рогів». З цієї кістки китайські майстри вирізають різноманітні фігурки та вироби. Напевно йшлося про бивні мамутів, які час від часу з'являлися у Сибіру на підмитих берегових відкладеннях.

## Харчування
Залежно від виду чи породи мамута, їхні уподобання дещо відрізнялися, що зумовлено місцем перебування, хоча всі мамути їли приблизно однакове. Для мамута Колумба (M. columbi), харчування було переважно пасовищним. Американські мамути Колумба вживали здебільшого листя кактусів, дерева та кущі. Ці припущення ґрунтувалися на випорожненнях і зубах мамута. У мамутів, як і у сучасних слонів, є корінні зуби-гіпсодонти. Ці особливості також дозволяли мамутам жити розлогим вільним життям, через наявність трав і дерев.
Їжа монгоченського мамута складалася з рослинності, різнотрав'я, модрини та чагарників і, можливо, вільхи. Ці висновки були зроблені завдяки дослідженню посліду мамутів, котрі, як виявили науковці, містили недеревний пилок і спори моху.
Основними уподобаннями європейських мамутів були рослини, які накопичували вуглець С3. Це було визначено шляхом вивчення ізотопних даних зубів європейського мамута.
Здається, в арктичній тундрі та степу, де мешкали мамути, здебільшого росло різнотрав'я, а не трава. Воно було багатшим на білок і легше засвоювалося, ніж трави та деревні рослини, які почали переважати тут, коли клімат став вологішим і теплішим. Це могло бути основною причиною того, чому арктична мегафауна вимерла.
Дослідження ямальського мамутеня Люби, знайденого 2007 року на півострові Ямал у Західному Сибіру, дозволяє припустити те, що дитинчата мамутів, як і сучасні слоненята, харчувалися послідом дорослих тварин. Доказом цього є те, що зубний ряд (зуби) дитинчати мамута ще не остаточно розвинулися для жування трави. До того ж, було виявлено велику кількість аскоспор копрофільних грибів з пилкового спектру матері дитинча. Копрофільні гриби — це гриби, які ростуть на гною тварин і поширюють спори в рослинності поблизу, яку потім споживає дитинча мамута. Перші кілька разів спори могли потрапити до його шлунку під час пасіння. Копрофагія може бути адаптацією, яка служить для заселення кишок мамутеняти мікробіомом, потрібним для травлення.
Мамути, які жили в Арктиці під час останнього льодовикового періоду, споживали переважно трави, як-от полин; злакові були лише незначною частиною їхнього харчування.

## Види

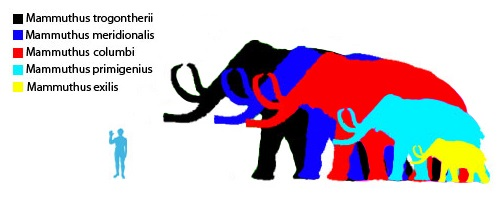
Розмірне різноманіття мамутів

Описано 10 видів роду Мамут (за itis [Архівовано 6 січня 2012 у Wayback Machine.]), всі вони вимерлі:
- M. africanavus (Arambourg, 1952)
- M. columbi Falconer, 1875
- M. creticus (Bate, 1907)
- M. exilis (Stock & Furlong, 1928) — Мамут карликовий
- M. lamarmorae (Major, 1883)
- M. meridionalis (Nesti, 1825)
- M. primigenius Blumenbach, 1799 — Мамут найвеличніший
- M. rumanus Ștefănescu, 1924
- M. subplanifrons (Osborn, 1928)
- M. trogontherii Polig, 1885

## Морфологія

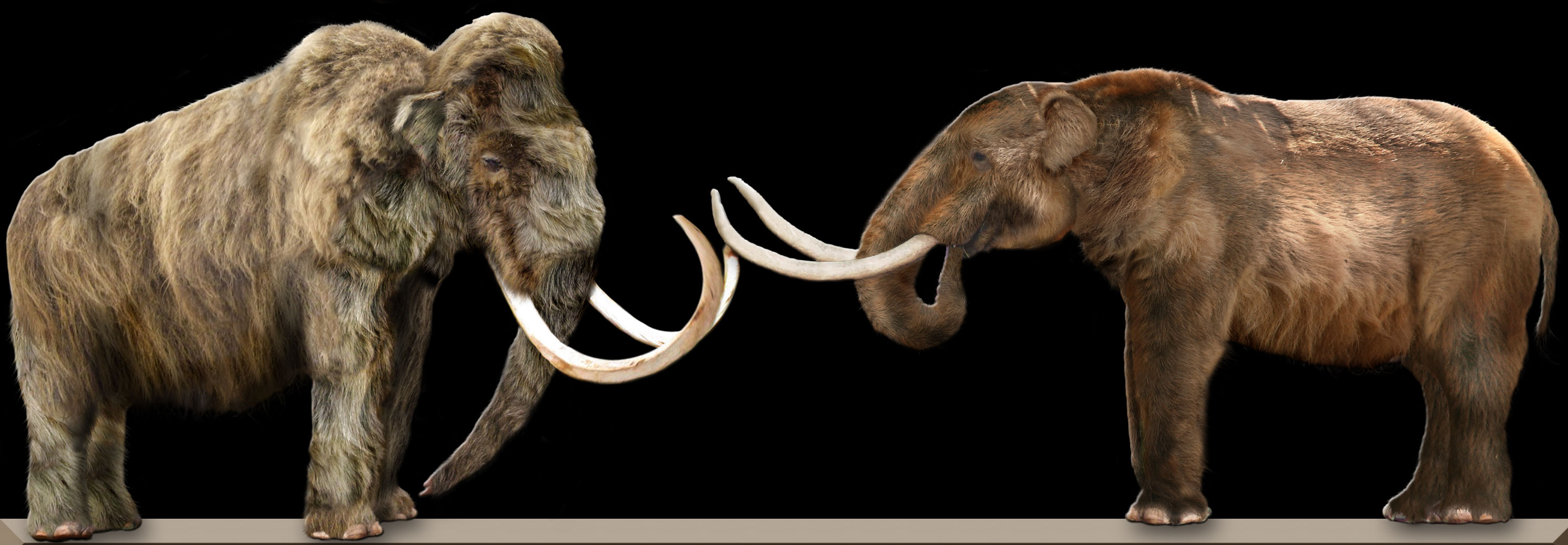
Мамут проти Мастодонта: наочний показ відмінностей

Як і для всіх інших родів ряду хоботних, для мамута притаманні:
- великі розміри тіла і потужні кінцівки,
- зрощення ніздрів та верхньої губи у хобот,
- надмірний розвиток верхніх різців і утворення бивнів.

### Фенотип
Всупереч поширеній думці, мамути не є предками сучасних слонів. Африканські слони та мамути походять від загального африканського предка з вимерлого роду Primelephas родини слонових 5—6 млн років тому і надалі їхні лінії розвивалися рівнобіжно. Євразійські, північноамериканські види мамутів походять від південного мамута близько 1,5 млн років тому, азійські слони з'явилися близько 4 млн років тому. Однак, за підсумками останніх генетичних досліджень, припускається ймовірність повторюваної гібридизації між лініями слонів та шерстистих мамутів у Євразії.
Мамути наприкінці плейстоцену, 30—12 тис. років тому, в Євразії були представлені одним видом (шерстистий мамут). У Північній Америці їхнє видове розмаїття на цей час було значно вищим — одночасно існувало, за різними даними, 3—5 видів: імператорський, Колумба, Mammuthus jeffersonii, карликовий мамут і шерстистий мамут, які жили в різних кліматичних зонах.
Порівняно з сучасними слонами, мамути мали більш масивний тулуб (див. правило Бергмана), коротші ноги, довшу вовну, менший розмір вух (див. правило Аллена) і довгі вигнуті бивні; останні могли служити мамуту для добування їжі взимку з-під снігу. Корінні зуби мамута з численними тонкими дентино-емалевими пластинами були добре пристосовані для пережовування грубого рослинного корму.
Хобот на кінці мав поперечне розширення, яке, ймовірно, слугувало для розгрібання снігу, запобігання обмороженню хоботу, а також вживання снігу для вгамування спраги. Кінчик хобота у мамутів був безволосий, що говорить про його використання для видобутку їжі.
На спині найбільш північних видів розташовувався горб, котрий, як вважалося раніше, утворювався подовженими остистими відростками хребців. Пізніші знахідки, однак, довели, що в горбі мамута немає великих відростків. Натомість, подібно до верблюдів, там мамути накопичували значні запаси жиру.

#### Розміри
Мамути були більшими за всіх сучасних слонів і важили близько 6—8 тон, а окремі великі самці Mammuthus primigenius могли мати масу тіла до 12 тон. Відома знахідка бивня мамута завдовжки 3,3 м (2005 рік, штат Іллінойс). Попри це, не всі мамути були велетнями, і більшість відомих видів, були не більшими за азійського слона. Знайдено також викопні (вимерлі) види карликових мамутів: на островах Санта-Барбара (M. exilis) і Сардинія (M. lamarmorae). Існували також форми (види?) карликових мамутів на острові Врангеля, на північ від Сибіру.

#### Череп, зуби
Мамут має всі основні ознаки родини слонових і за ними, добре відрізняється від горбкозубих мастодонтів (див. мал.). Як і для всіх інших слонових, для мамута притаманні такі ознаки, як втрата емалі, яка покривала бивні, збільшення кількості емалевих гребенів на кутніх зубах і збільшення висоти їхніх корон (гіпсодонтія). Останні дві ознаки прямо пов'язані з призвичаєнням до харчування грубою рослинною поживою.

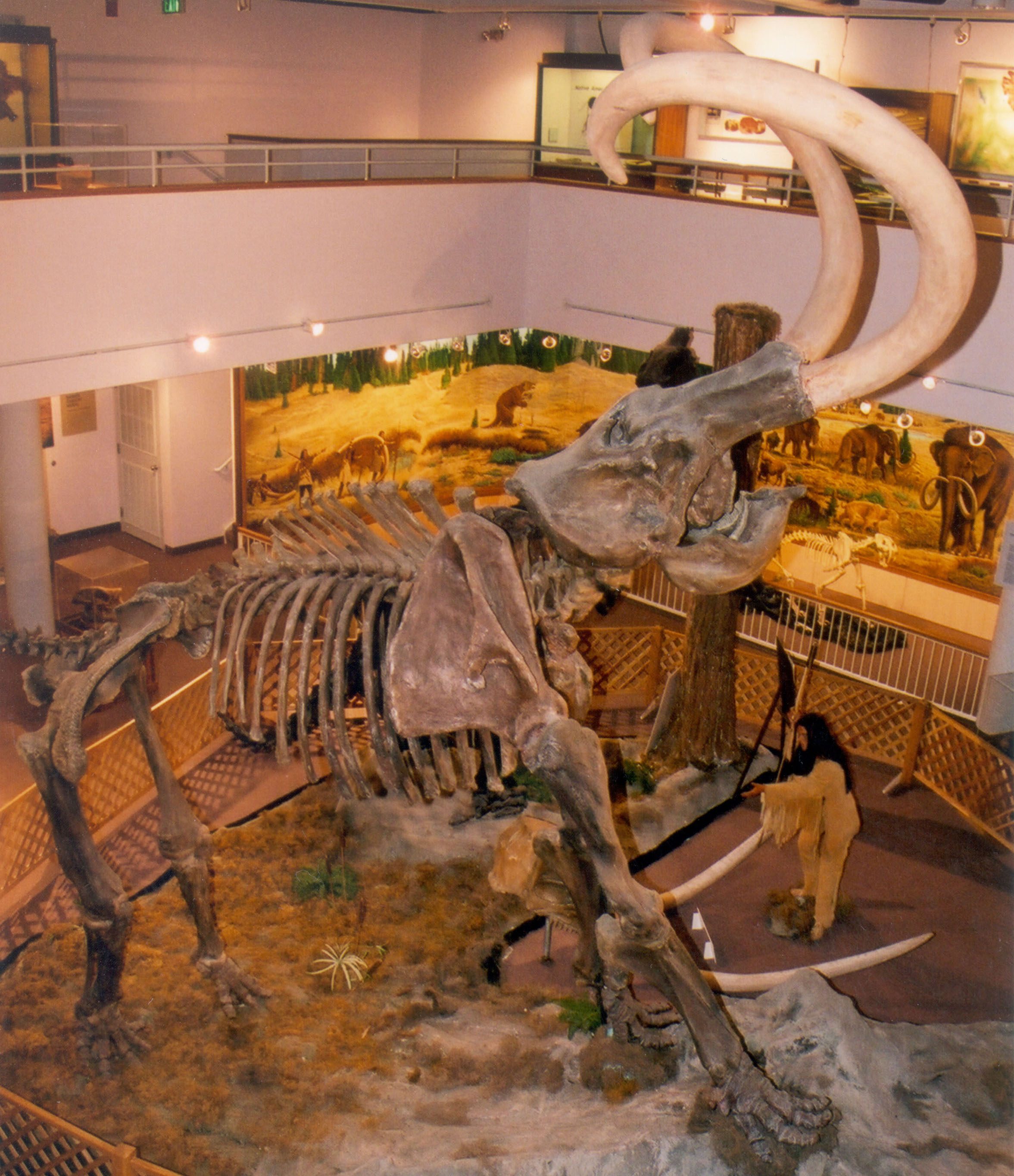
Скелет мамута колумбійського
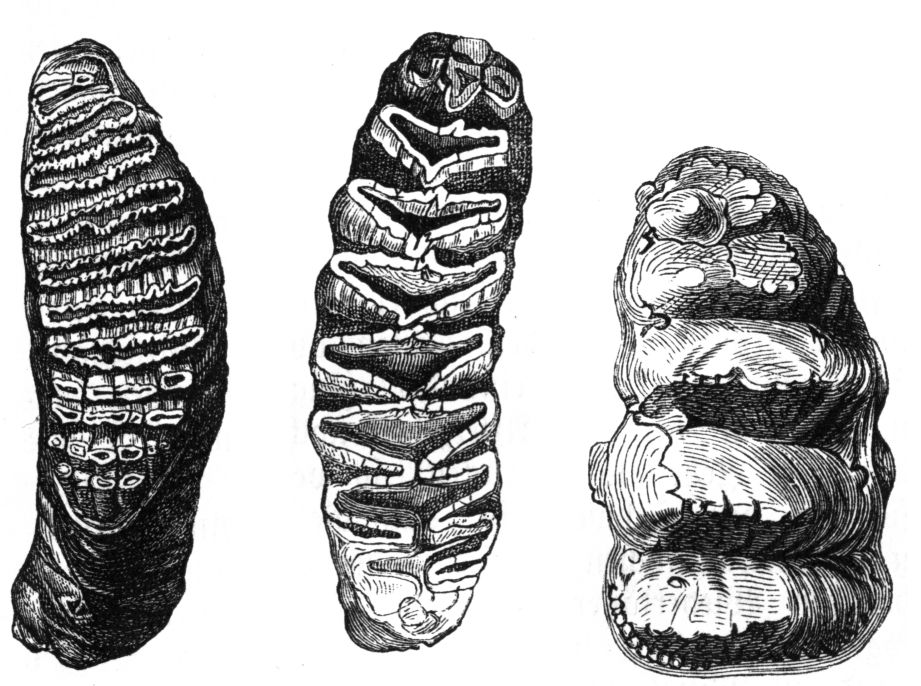
Кутні зуби слоноподібних: слон азійський, слон африканський і мастодонт
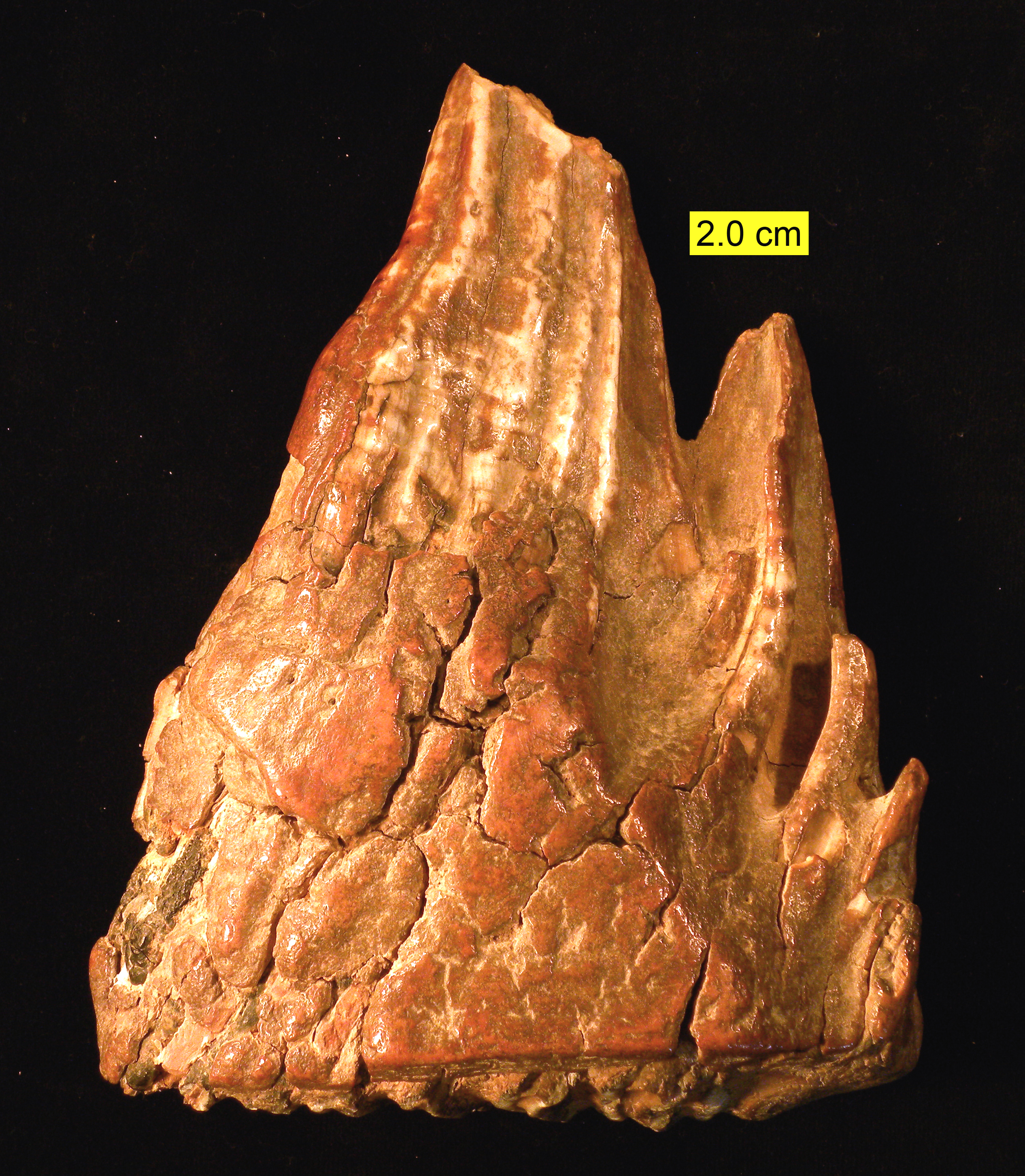
Кутній зуб мамута за огляду збоку (бічний профіль)
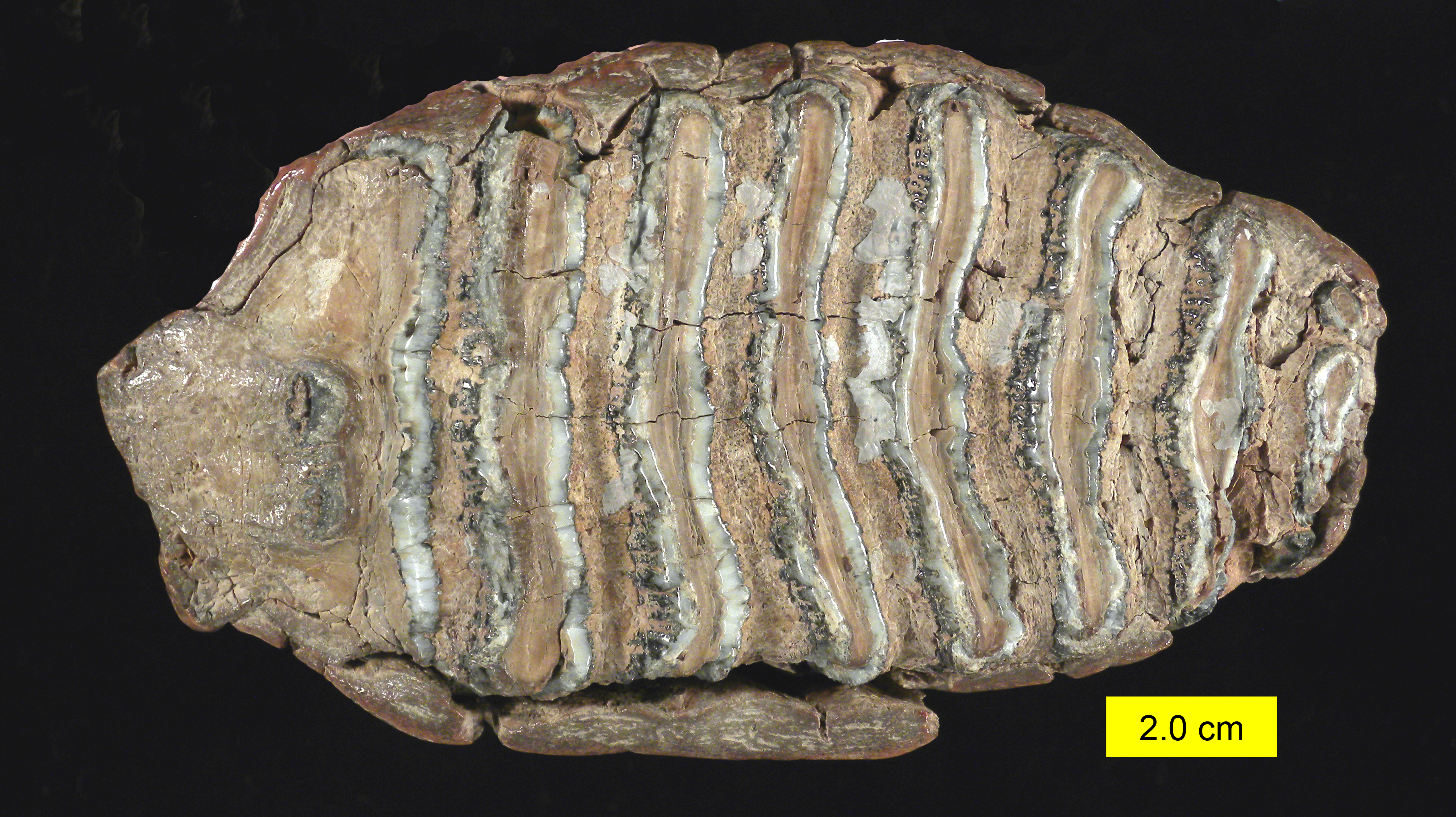
Кутній зуб мамута за огляду зверху (жуйна поверхня)
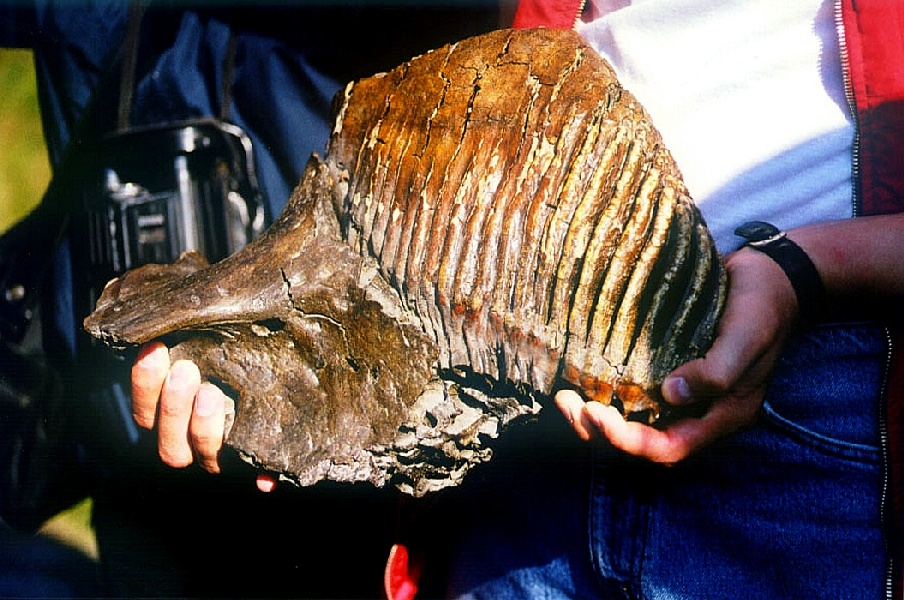
Кутній зуб мамута з Таймиру в руках дослідника

В Україні, з дна річки Дніпро під час будівництва нового Кодацького мосту з 1975 року було піднято, окрім інших знахідок, зуби мамута (лат. Mammuthus primmigenius), які виявилися найбільшими з усіх відомих у Європі. Розмір їхньої жувальної поверхні сягає 41 см, вага 12 кг, а абсолютний вік становить 30 тис. років. Знахідки зберігаються у музеї Палеонтологічного інституту АН Російської Федерації (Москва).

## Полювання людей на мамутів

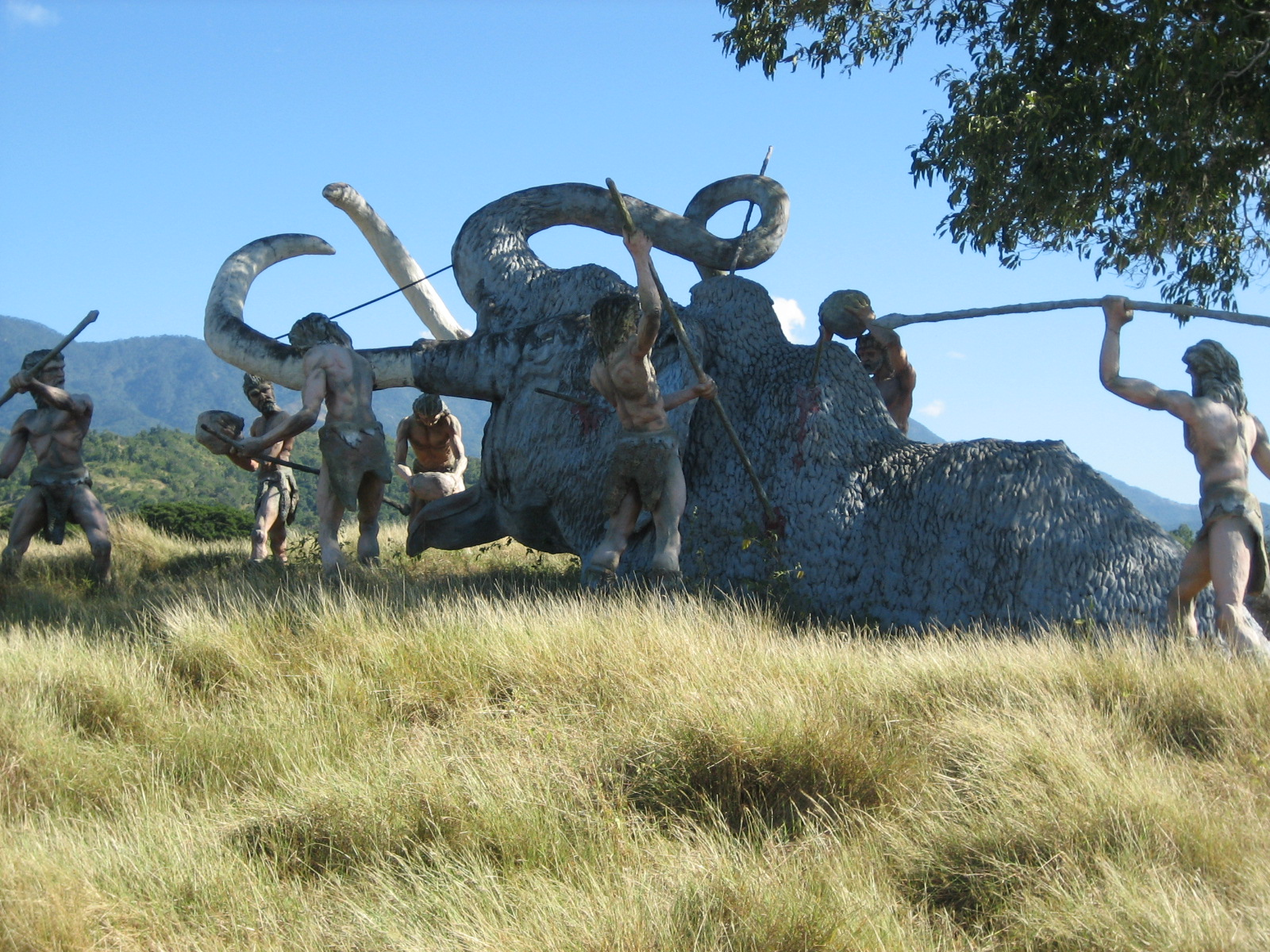
Доісторичний показ у Парку Baconao в Сантьяго-де-Куба

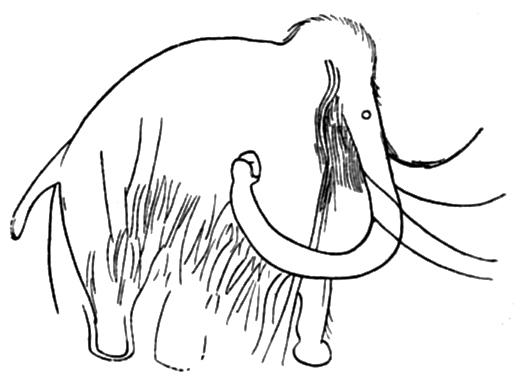
Малюнок мамута в печері Комбареле (Дордонь, Франція)

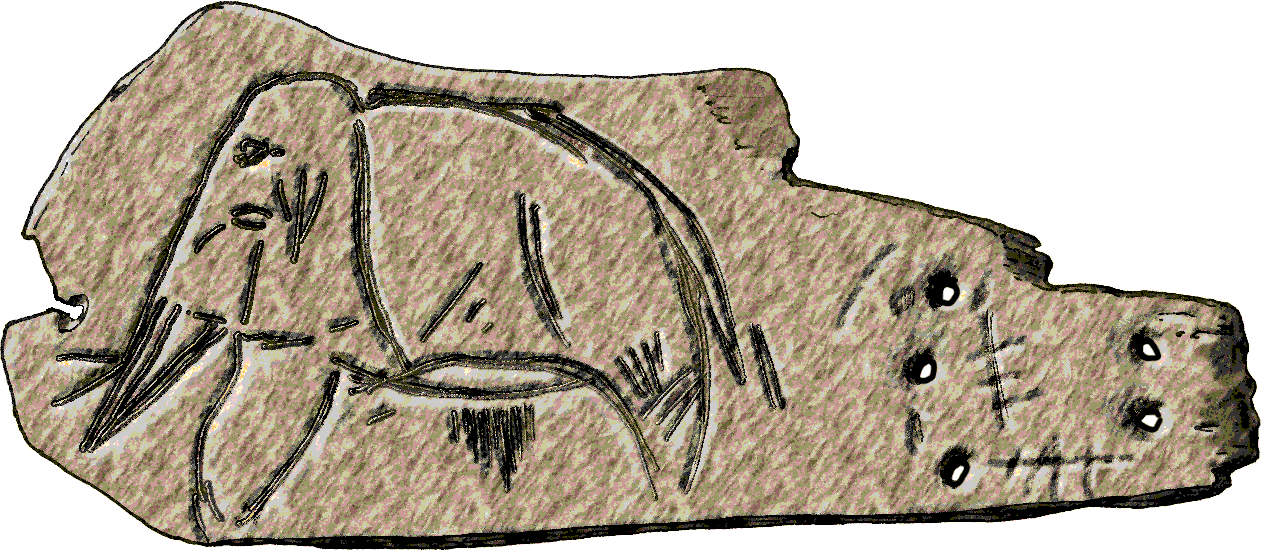
Зображення мамута на камені на стоянці в Мальті (колекція Ермітажу)

Мамути відіграли величезну роль у становленні східноєвропейських та інших осередків людської цивілізації. На сьогодні відомі десятки докладно описаних палеолітичних стоянок мисливців на мамутів. Переважна більшість з них стосується часу пізнього палеоліту (35—9 тис. р. до н. е.).
Полювання на мамутів потребувало узгодженої колективної діяльності чималої кількості людей. Це сприяло зародженню організованої людської спільноти, спілкування, розподілу зусиль і здобичі. Людина використовувала мамутів у всьому. З його бивнів виготовлялися списи, кинджали, голки задля зшивання шкур, застібки на одяг. З голівок стегнової та плечової кістки робили пласкі чаші для їжі, води та мамутового жиру, який палили для освітлення. Безперечно, застосовувалася й довга мамутова вовна.
Відомими зокрема, є палеолітичні стоянки в: Україні — Радомишльська (Житомирщина), Кирилівська (Київ), Мізинська (Чернігівщина — одна з найвизначніших археологічних пам'яток пізнього палеоліту в історії не лише України та Європи, але й світу), Межиріцька (Черкащина), Гінцівська стоянка (Полтавщина); Білорусі — Бердижська (Гомельська обл.); Російській Федерації — Костенки (Воронезька обл.), Мальта (Сибір, Іркутська обл.), Авдіївська (Курська обл.), Хотильове та Тимонівка (Брянська обл.), Сунгир (Володимирська обл.).
З останнім розташуванням стоянки, пов'язане відоме скульптурне відтворення сунгирського чоловіка, зроблена 1968 року Михайлом Герасимовим.
Завдяки дослідженням таких стоянок та інших місць знаходжень, описано низку археологічних культур, у стосунку до мисливців на мамутів — насамперед з часів пізнього палеоліту. Вважається, що в цей час людина була представлена формою кроманьйонці (= неоантропи), яка проіснувала в проміжку часу між близько 40 000 років тому і до 10 000 років тому. Кроманьйонці дали початок сучасним європейцям. Здібності їхніх попередників — неандертальців (середній палеоліт, 80—32 тис. років до н. е., тобто культурна епоха Мустьє) — до подібних полювань і загалом подібних способів природокористування, очевидно, були обмеженішими.
Білкова їжа, шкіри, бивні тощо були не лише ознакою добробуту, але й культури.
Зимові житла кроманьйонців будувалися з кісток та бивнів мамутів, шерстистих носорогів, оленячих рогів, дерев'яних брусків, покривалися шкурами.
Найдавніший відомий ударний інструмент знайдений на Межиріцькій стоянці й датується 13 тисячоліттям до н. е. Це — прикрашений візерунками череп мамута, який, разом з іншими музичними інструментами, знайдений в одному з жител мисливців того часу.
Художники палеоліту зображували тварин (і переважно тільки їх), водночас мамути були такими ж поширеними об'єктами творчості, як зубр, кінь чи олень. Перші малюнки недосконалі, але згодом майстерність досягла разючого рівня.
- див. також: Первісна культура
- див. також: Палеолітичні пам'ятки Європи
- див. також: Палеоліт на території сучасної України
- див. також: Доісторична Україна

## Вимирання

Молодий мамут, вилучений з вічної мерзлоти («мамонтеня Діма»)

Більшість мамутів вимерли близько 10 тисяч років тому під час останнього Льодовикового періоду. Точні причини вимирання не встановлені, але є кілька гіпотез:
- глобальне потепління
- через мисливців верхнього палеоліту[51], зокрема, з причини надмірного полювання
- втрата генетичного різноманіття[52]
- пандемічне захворювання мамутів (туберкульоз?)[53].

Більшість науковців схиляються до думки, що причиною вимирання мамутів була сукупність перерахованих вище чинників. Всеосяжне потепління спричинило танення льодовиків і підняття рівня океану приблизно на 150—200 метрів, що затопило більшу частину узбережних пасовищних низин, тоді як з півдня Євразії та Північної Америки наступили ліси, тож ці події перерізали звичні міграційні шляхи та розділили окремі популяції. Мамути змушені були відступити на північ — ущільнення популяцій, перенаселення та виснаження пасовищ призвело до браку їжі й поширення інфекційних захворювань, і туберкульозу зокрема. Падіж мамутових стад доповнився активним полюванням на них людей.
За останніми даними, все-ж невелика популяція мамутів вижила на острові Сент-Пол, Аляска — до 3750 року до н. е., а маленькі мамути з острова Врангеля дожили приблизно до 2000 року до нашої ери. Останні дослідження ДНК відкладень вказує на те, що мамути мешкали на півночі центрального Сибіру ще принаймні близько 2000 року до н. е., а в континентальному північно-східному Сибіру — бодай до 5300 року до н. е., і ймовірно до 6600 року до нашої ери — у Північній Америці.

## «Живі» клітини мамута
На теренах Якутії в унікальній місцевості на глибині 100 метрів учасниками міжнародної палеонтологічної експедиції 2012 року було знайдено «живі» клітини мамута: м'які й жирові тканини, шерсть і кістковий мозок. Якутськими науковцями разом з корейськими та японськими колегами до цього робились спроби клонувати мамутів при тім, що не вдавалося знайти вцілілу клітину або цілу ДНК тварини. Інші знавці стверджують що знайти живі клітини у померлих організмах неможливо[неавторитетне джерело].

## Мамути в художній літературі

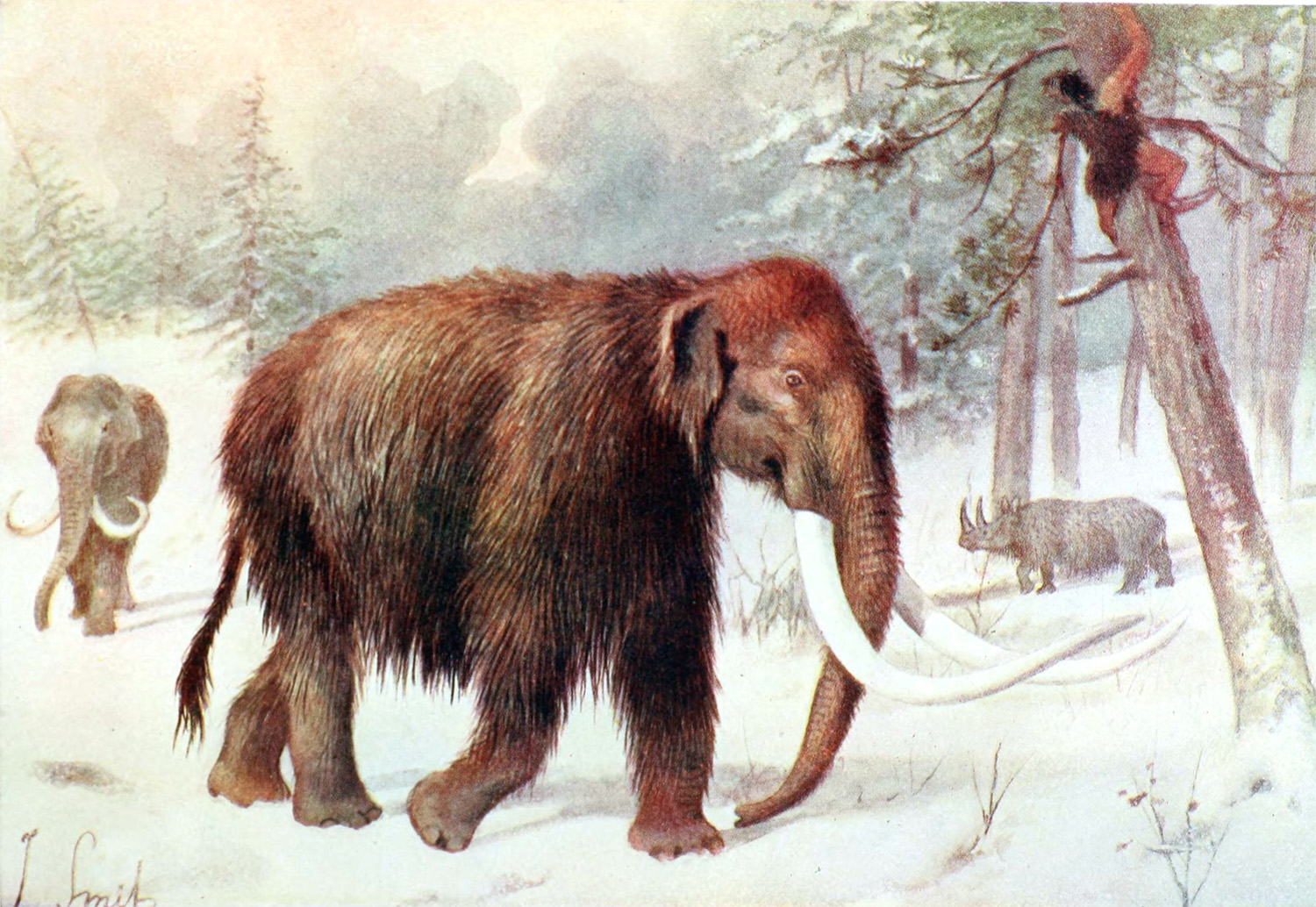
Мамут волохатий (рис. Joseph Smit, 1836—1929)

Давні відомості про мамутів в Україні, не обійдені увагою майстрів слова. Зокрема, відома збірка романтичних новел раннього періоду творчості Юрія Яновського мала назву «Мамутові бивні» (1925):
|  | Мамут потоптався ще трохи в неприємній ямі, копирснув землю великими білими бивнями й ліг на бік. |

В оповіданні Дмитра Шпаро та Олександра Шумилова «Скарб Едуарда Толля» (про Землю Саннікова) згадується відома етимологія назви мамута: «Ви знаєте, що означає слово „мамонт“? Воно походить від слова „мамут“, яке натомість прийшло до нас з фіно-угорських мов. „Ма“ означає земля, „мут“ — кріт. „Мамут“ — земляний кріт».
Ще докладніше і цікавіше пише про «Звіра Мамута» відомий природознавець і письменник Ігор Акімушкін у власній книжці «Стежкою легенд»:
«Багато мандрівників Сибіру занотували в евенків, якутів, мансі, чукчів та інших народів нашої Півночі такі самі оповіді про велетенського підземного мешканця. Усі повідомлення подібні. Тварина-норокопач у найлютіші зими ходить під землею туди й сюди. Бачили ніби, як звір, гуляючи під землею, несподівано наближався до поверхні. Тоді він хапкома накидав на себе землю, прагнув одразу глибше заритися. Земля, обсипаючись у порожнину, утворює вирву. Звір не терпить сонячного світла і гине, тільки-но вийде на поверхню. У річкових кручах, по схилах ущелин часто-густо подибують мертвих кротів-велетнів: тут тварини ненароком вискакують з-під землі. Гинуть вони, потрапляючи і в пісковий ґрунт: пісок обсипається і стискує землекопів з усіх боків…
Ви, напевне, вже здогадалися, про яких тварин ідеться? Авжеж про мамутів! Адже це їхні ікла й заморожені трупи знаходять у Сибіру. До того ж і сама назва мамута свідчить про те, що й вигаданий кріт-велетень тин-шу, і фан-шу, і Індрик-звір, і фінський мамут — одна й та ж сама істота. Сучасна російська назва мамута походить від староруського слова „мамут“ [німецькою, французькою та англійською мовами написання цього слова збереглося без змін]. Росіяни запозичили його у фінських племен, які населяли європейську Росію. Багатьма фінськими говірками „ма“ означає землю, а „мут“ по-фінськи — кріт. Отже, „мамут“ — „земляний кріт“».

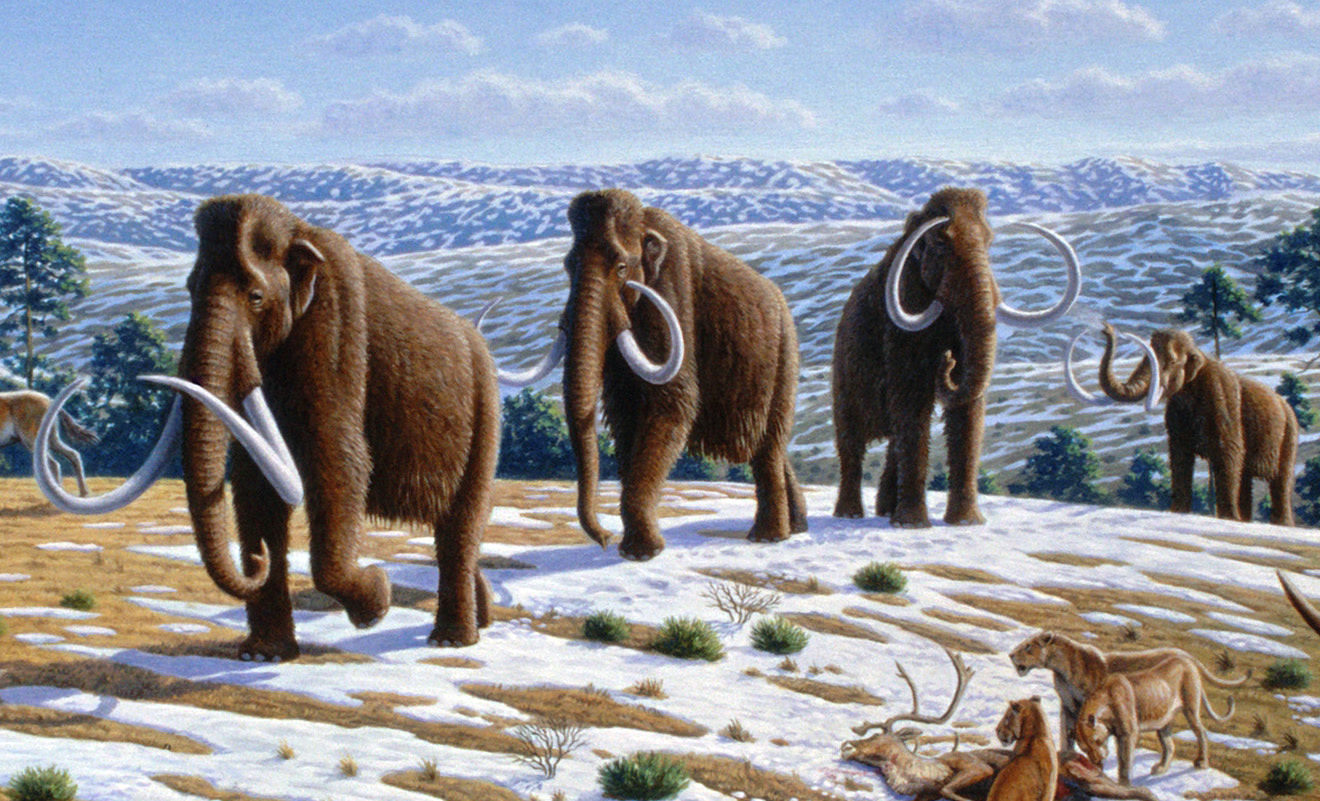
«Мамути йдуть» (реконструкція)

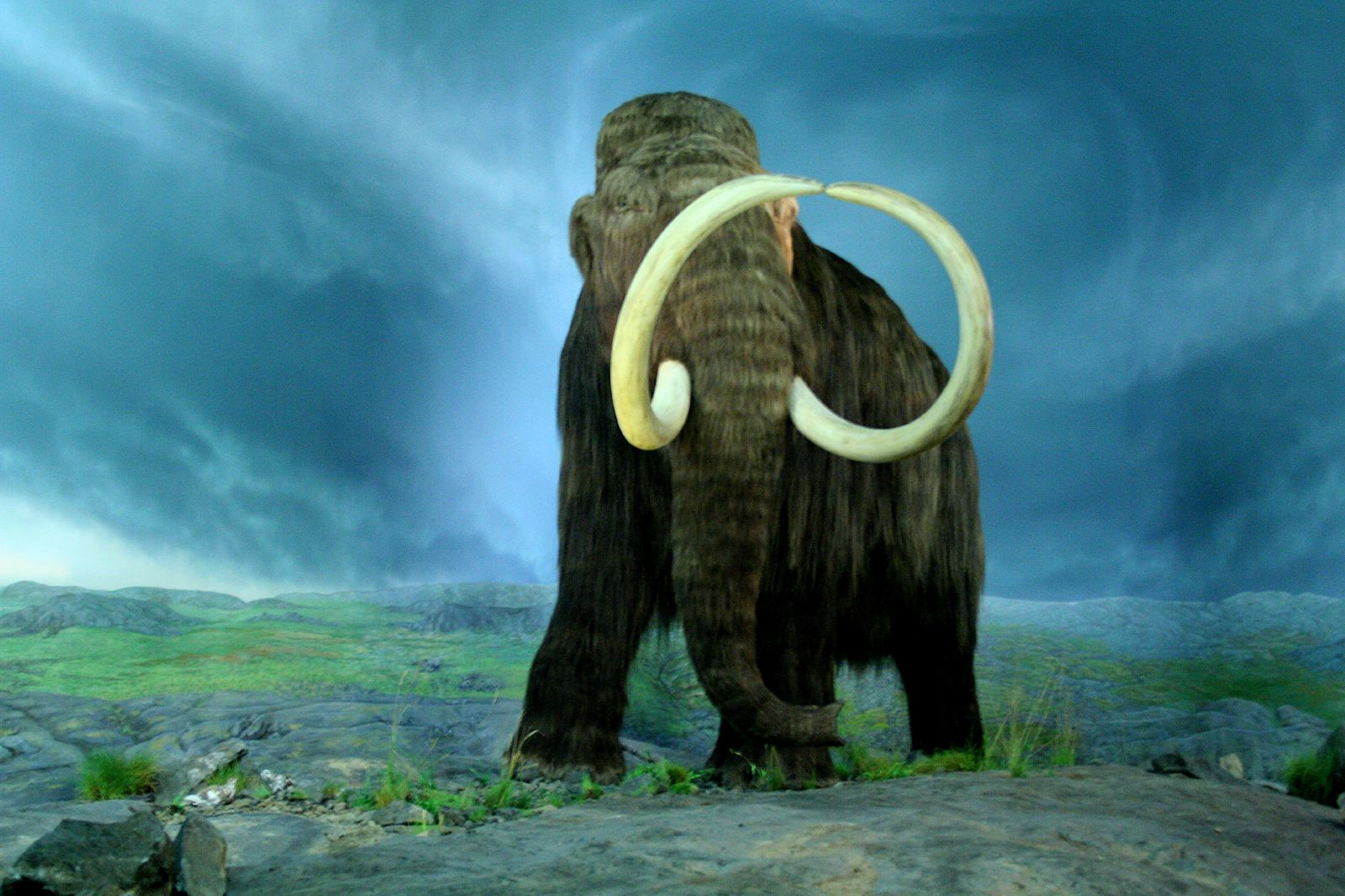
Мамут шерстистий (Royal BC Museum, Victoria, British Columbia)

Неодноразово несамовита потужність і сила мамута згадані у поезії. Зокрема, у Миколи Бажана в «Трилогії пристрасті» є такі рядки (Бажан, 2002: 119—120):
|  | Так мамут спиною розгортує твань, Печерна гієна так гне свій кістяк, Як з ями, з безодні, з печер почувань Виходить печерний ляк. |

Богдан-Ігор Антонич у поезії «З зелених думок одного лиса» (збірка «Книги Лева (1936)») пише так:
|  | Шумить, мов мушля, море, – дзбан холодного напою, земля, мов мамут, зелені трави в сонці гріє й їжиться лісами. І сонце, що його він розчавив ногою, тепер лежить на нім, мов намогильний камінь. |

У Дмитра Білоуса є вірш з етимологічними розвідками про значення слова «Мамут» з однойменною назвою «Мамут»:
|  | Іще в добу льодовикову людина зустрічалась з ним. Коли ж із ним спіткалась знову, він був лиш рештком викопним. Не взнаєш, хоч кричи ти пробі, як звавсь цей велет за життя, бо назва мамут у Європі — пізніших років набуття. ... |

Згадує мамута у власних віршах і Дмитро Кремінь, лауреат Шевченківської премії у творі «Симфонія „Золота ліхтарня“» (за:):
|  | А по тисячі літ за мавпами, після смерті і після погонь, — воз'явився, як мамут, на наших мапах золотої ліхтарні вогонь. |

Мамонти надихали також українську письменницю й дослідницю Докію Гуменну, творчість якої розгорнулася у діаспорі — Європі, Канаді та США. Роздуми про значення цих тварин в утворенні людської цивілізації зустрічаються в кількох її творах. Зокрема, у книзі «Благослови, Мати!» вона зауважує: 
«Як малі люди могли опанувати й збороти таку гору живого м'яса-сала, із такими страшними іклами — невідомо, але ті оріньяцькі стійбища, що їх уже відкрито на теренах Європи, а зокрема численно в Україні, показують, що мамут давав людині все: їжу, одяг, матеріал для вироблювання знаряддя і прикрас, для побудови житла та навіть і „хатні меблі“. Така велика мисливська здобич, як мамут, відкрила нову сторінку в житті людини. Не тільки не було потреби рухатися з одного місця, а навіть і неможливо. Щоби впорати та спожити таку велику кількість м'яса й сала, доводилося надовго осідати на одному місці». Отже, мамонти вплинули на осілість племен мисливців, котрі до того «були такі самі бродячі», як і ті отари-табуни, що на них палеолітики жили."

## Експонати в українських музеях
Найвідоміший український мамут, точніше - його кістяк, було знайдено у селі Гатне Київської області у 1949 році. Завдяки йому Палеонтологічний музей Національного науково-природничого музею НАНУ київські дітлахи з покоління до покоління називають «Музей кісток мамутів». Донині (2020-і) на теренах України знаходять розрізнені кістки, зуби, бивні мамутів, тоді як більша частина кістяка мамута з Гатного належить одній особині, отже додає йому цінності. Проте певних кісток все-таки не вистачало, тож довелося додати співмірні, що належали іншим мамутам.
Кістяки мамутів, знайдених на теренах України, можна побачити:
- у Києві — Національний науково-природничий музей НАН України;
- у Львові — Державний природознавчий музей Національної академії наук України;
- у Краматорську — Музей історії міста Краматорська (виявлено місцевий рідкісний (майже цілісний) кістяк мамута, 2017 року)[71];
- у Вінниці — Вінницький краєзнавчий музей;
- у Донецьку — Донецький краєзнавчий музей;
- у Луганську — Луганський обласний краєзнавчий музей;
- у Полтаві — Полтавський краєзнавчий музей;
- у Харкові — Державний музей природи Харківського національного університету ім. В. Н. Каразіна;
- у Черкасах — Черкаський обласний краєзнавчий музей.

## Галерея

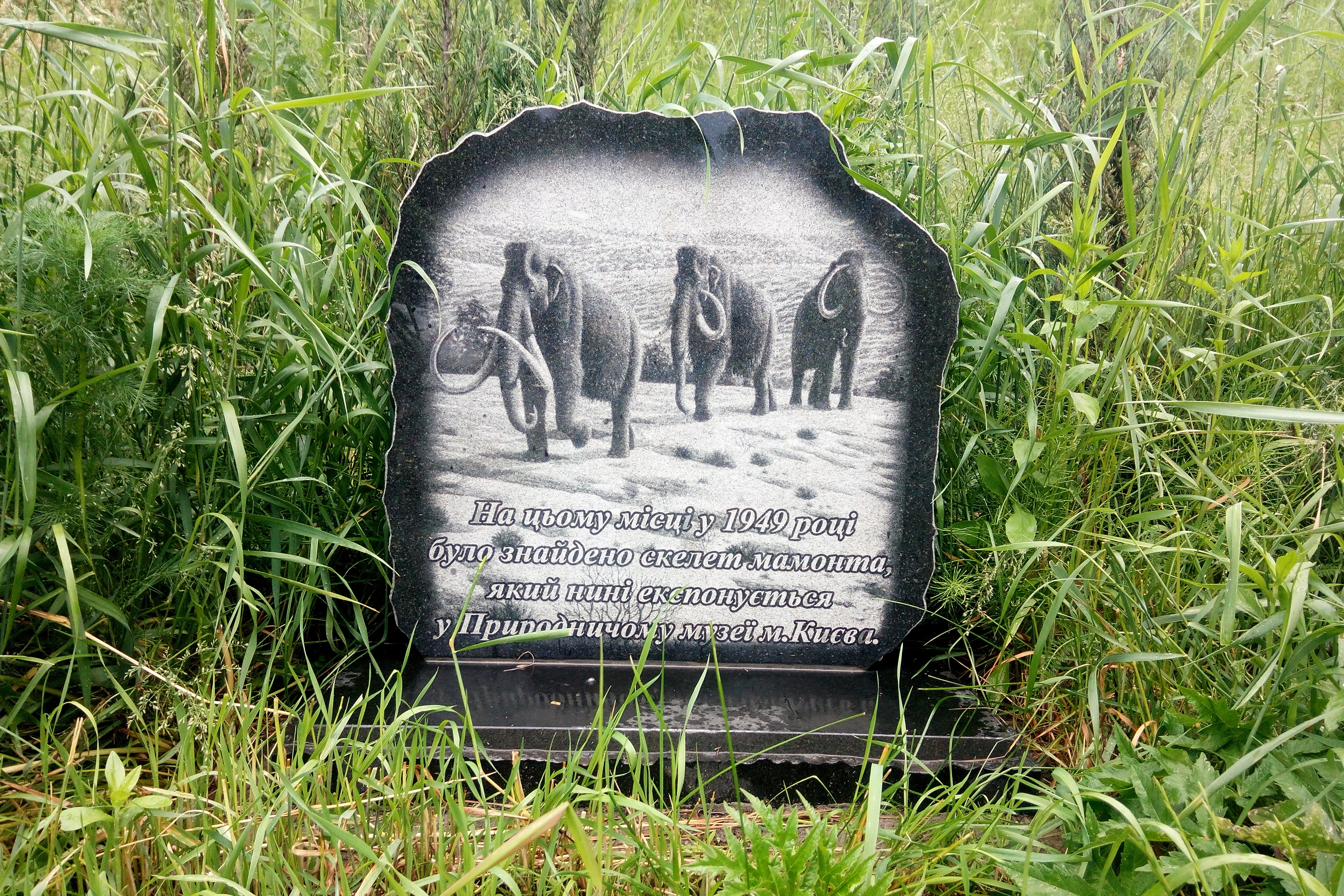
Пам'ятна плита у Гатному на місці де був знайдений кістяк мамута
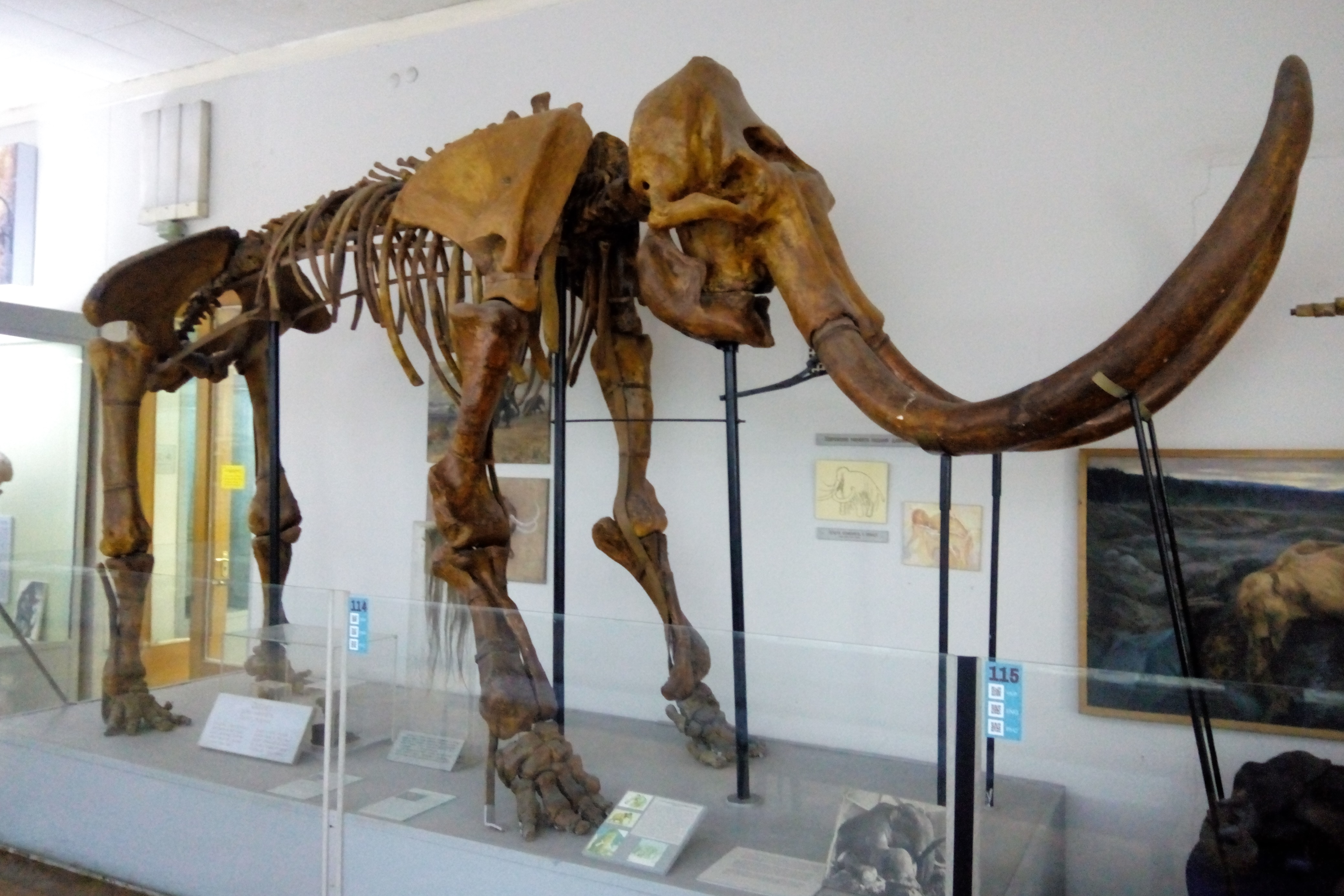
Кістяк мамута у Київському палеонтологічному музеї
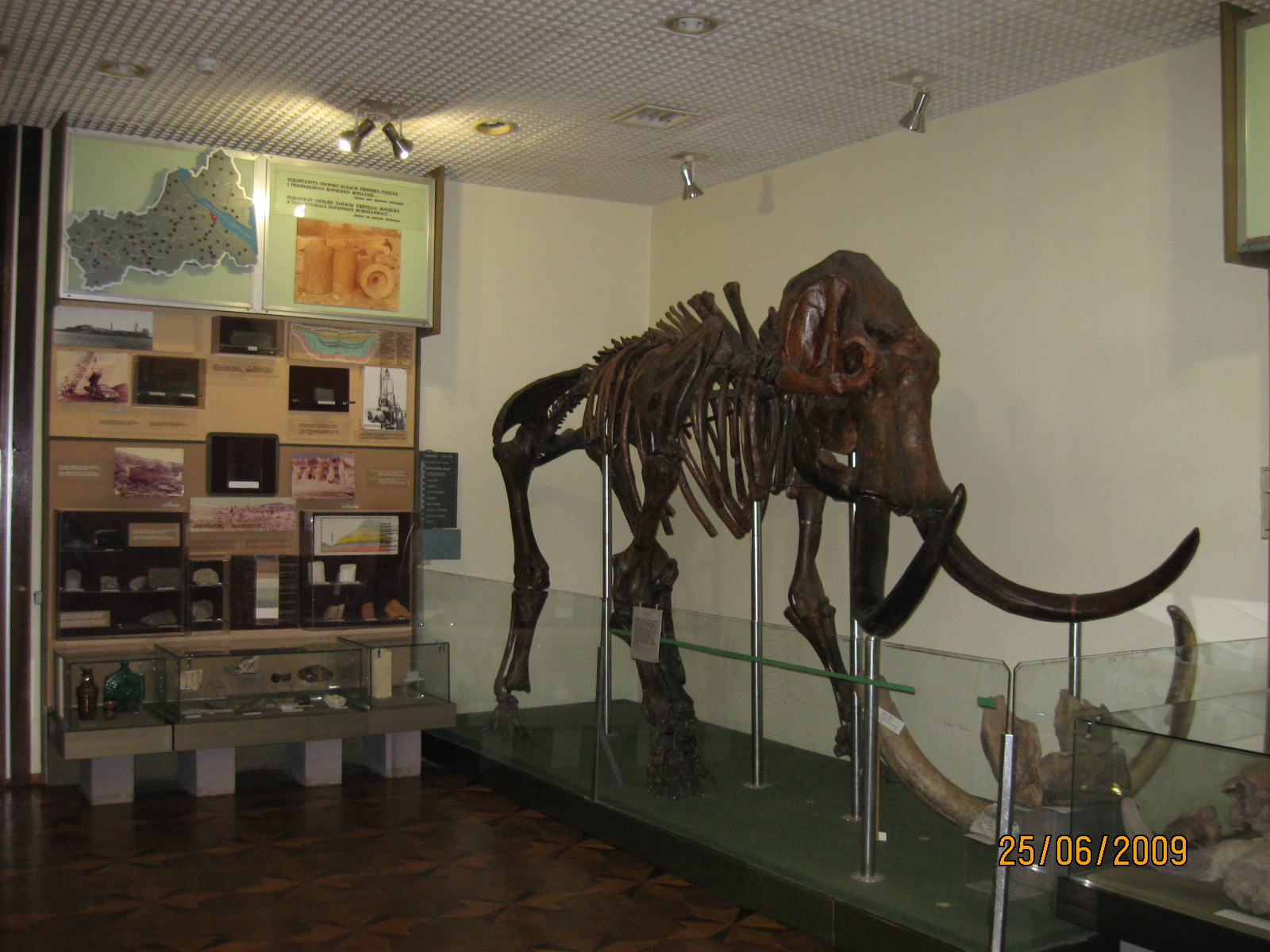
Кістяк мамута у Черкаському обласному краєзнавчому музеї
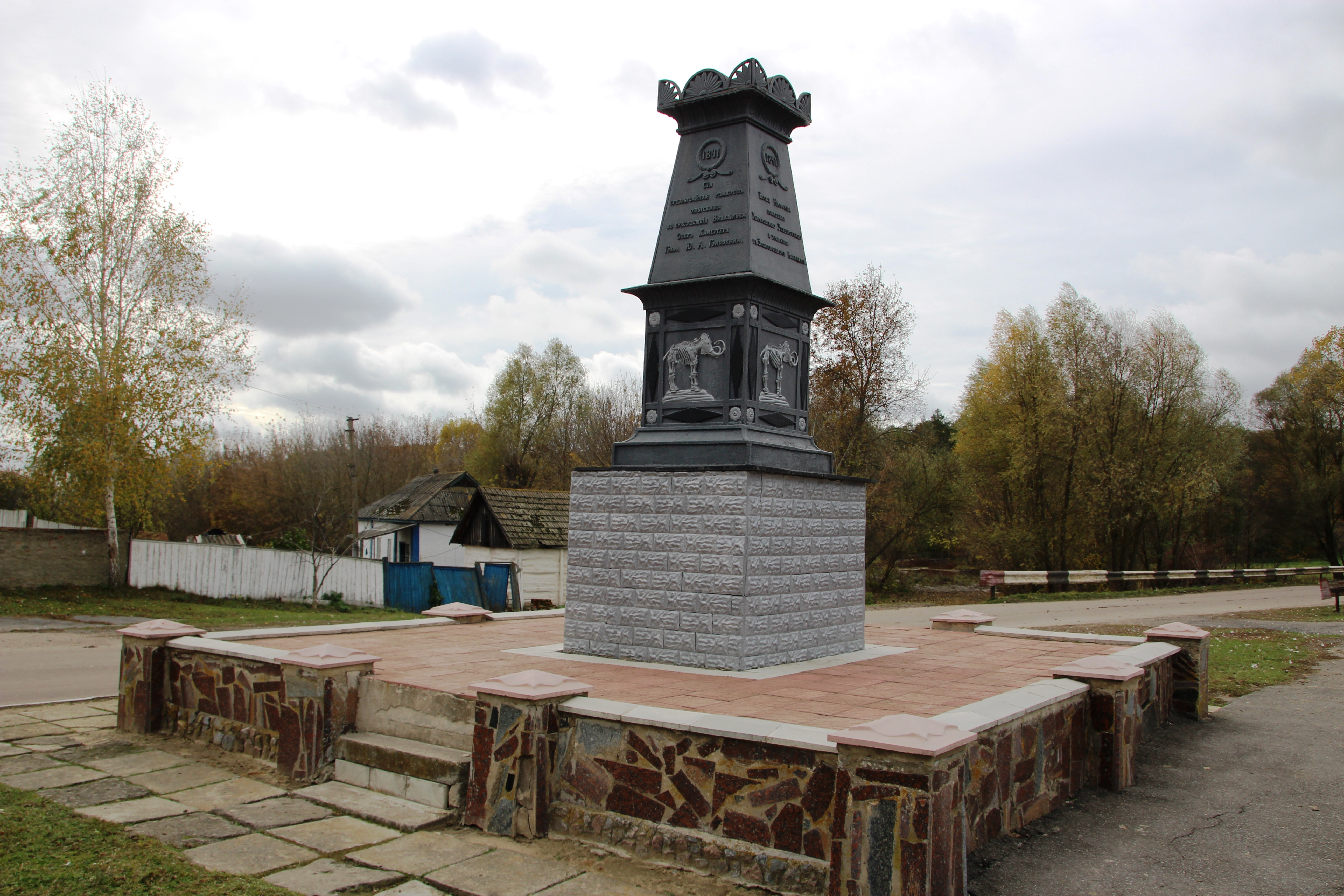
Пам'ятник мамуту у селі Кулішівка
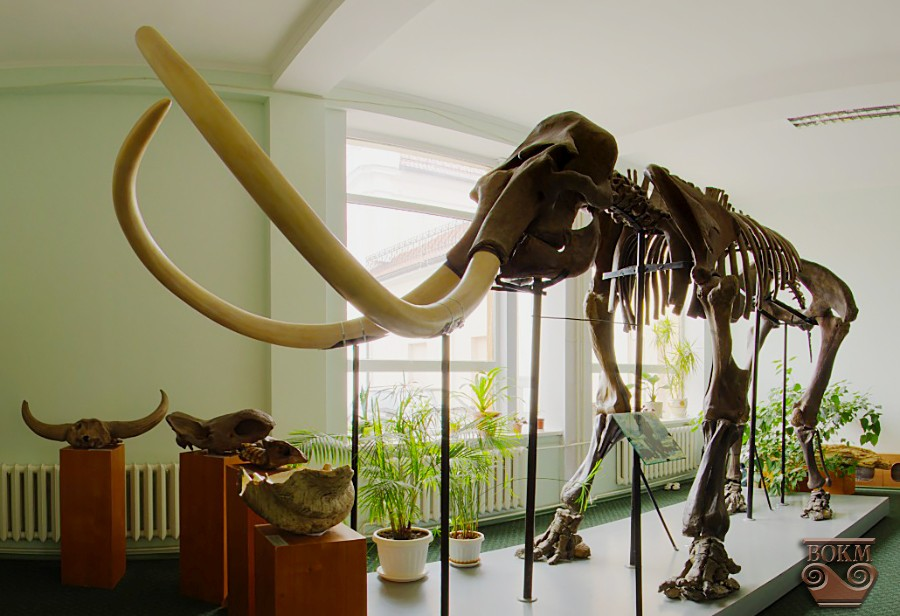
Кістяк мамута у Вінницькому краєзнавчому музеї
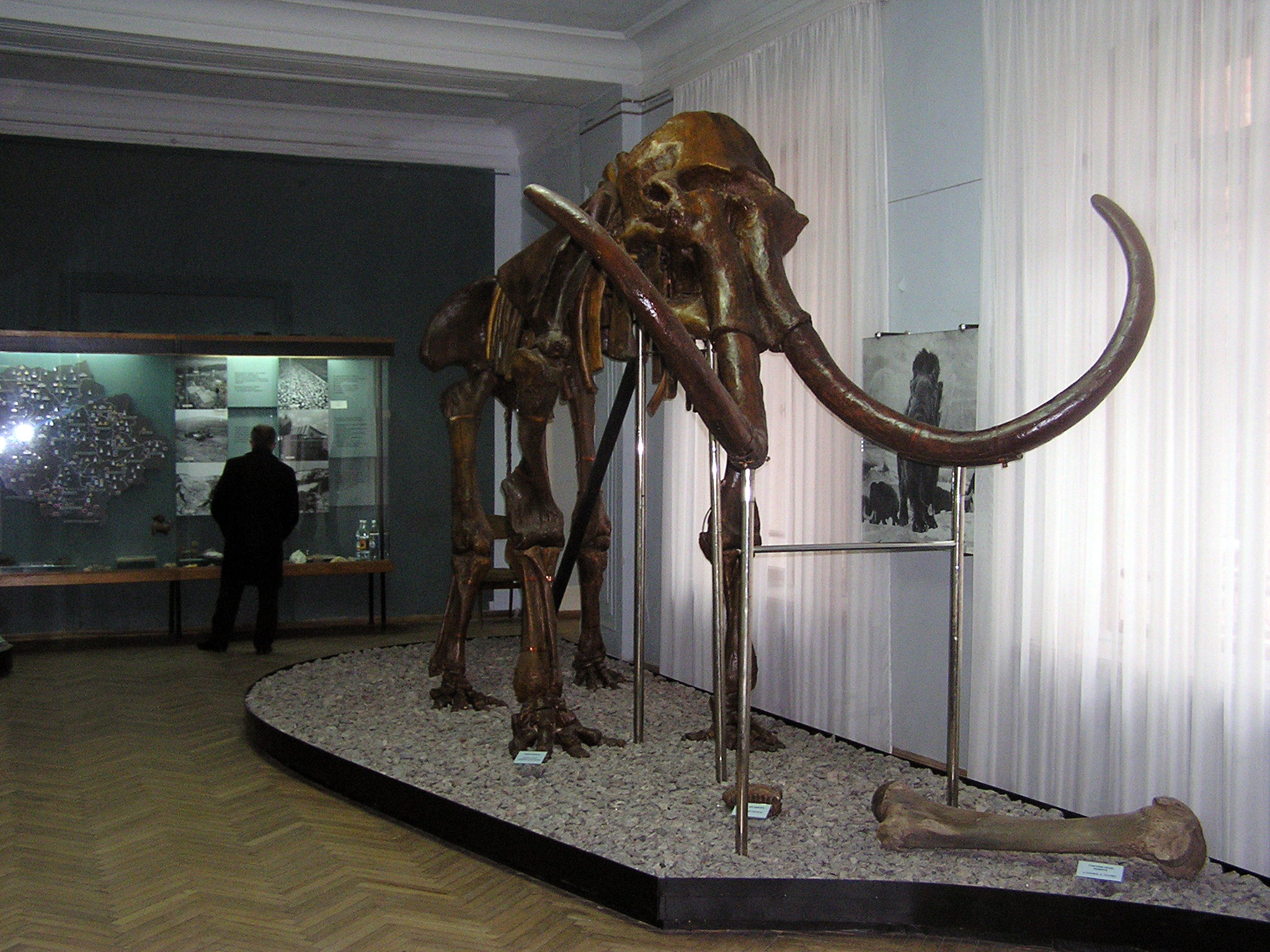
Кістяк мамута у Полтавському краєзнавчому музеї
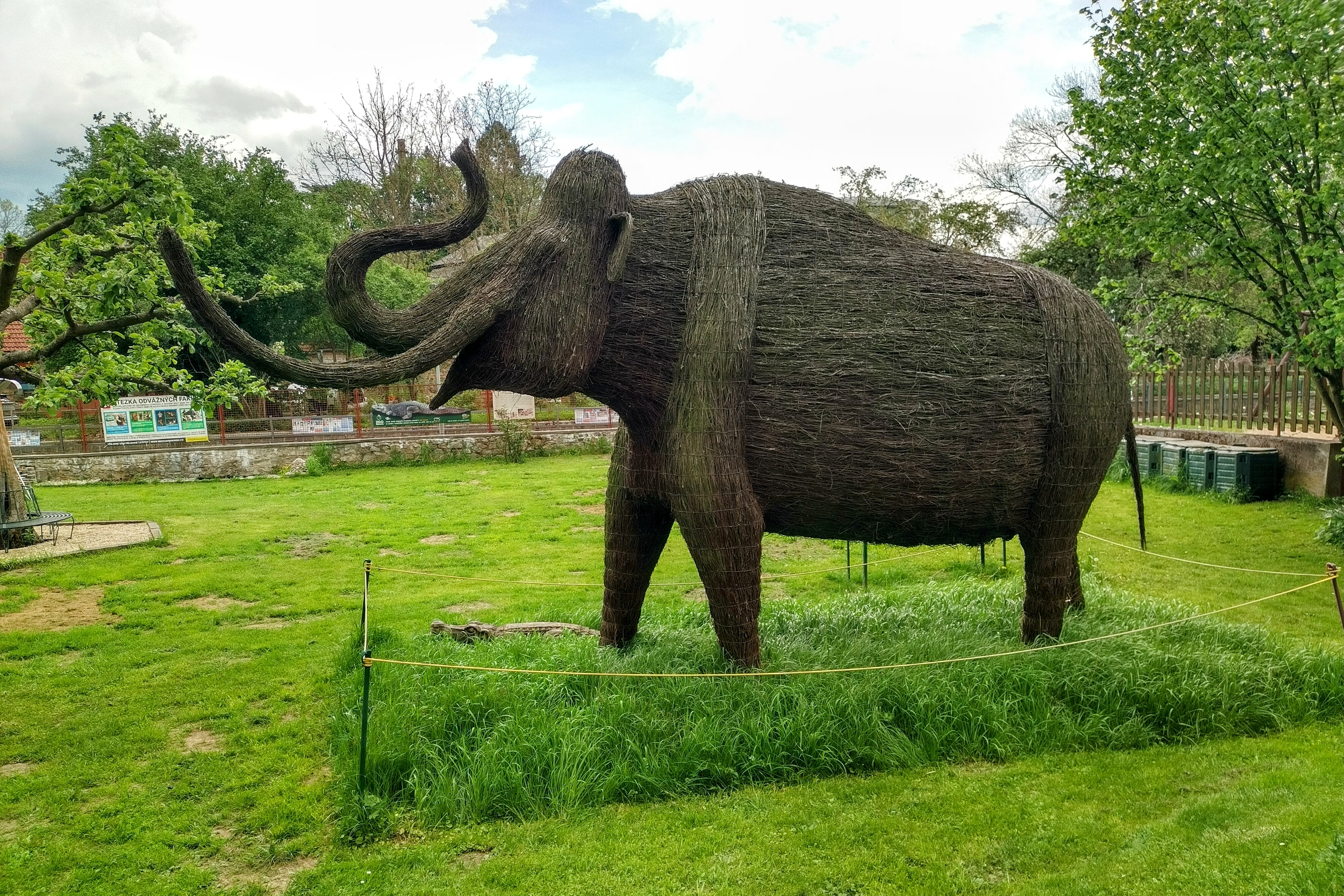
Березовий мамут у натуральну величину у Пельгржимові (Чехія)